# هيكتور جبريل موراليس
هيكتور جبريل موراليس (بالإسبانية: Héctor Gabriel Morales)‏ (30 نوفمبر 1989 بالأرجنتين - ) هو لاعب كرة قدم أرجنتيني في مركز الهجوم. لعب مع إستوديانتيس دي لا بلاتا ونادي فيرينتسفاروشي وBoca Unidos ‏ ونادي فيكتوريا وClub Atlético Villa San Carlos ‏ وFerencvárosi TC II ‏.

## وصلات خارجية
- هيكتور جبريل موراليس على موقع قاعدة بيانات كرة القدم.إي يو (الإنجليزية)
- هيكتور جبريل موراليس على موقع Soccerway.com (الإنجليزية)